# Goddard College

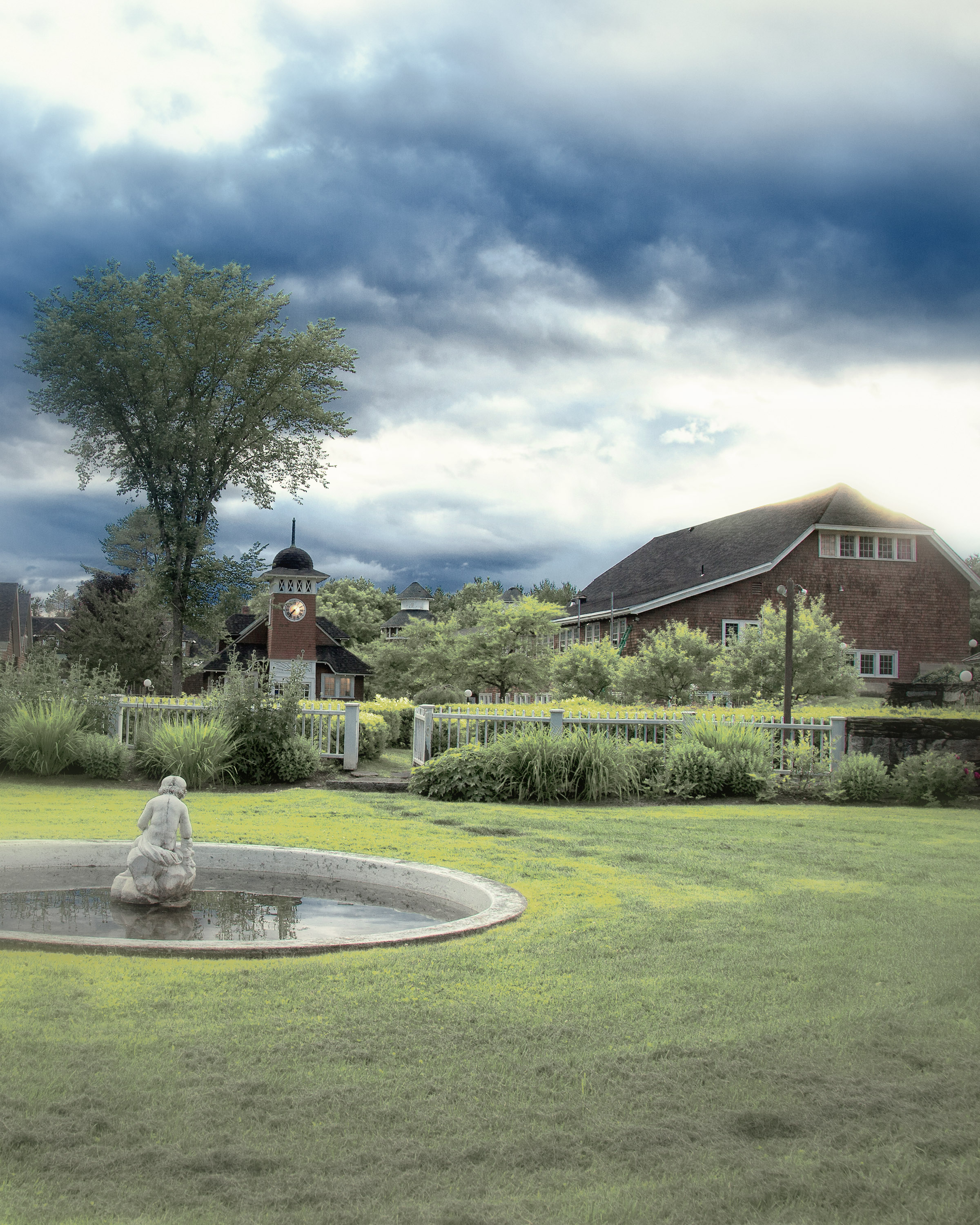
Campus historique de Greatwood de Goddard College à Plainfield, Vermont

Goddard College est un collège privé à faible taux de résidence ayant trois implantations aux États-Unis : Plainfield  (Vermont), Port Townsend (Washington) et Seattle (Washington). Le collège propose des programmes de premier cycle et des cycles supérieurs. Avec des institutions antérieures datant de 1863, le Goddard College a été fondé en 1938 en tant qu'institution éducative expérimentale et non traditionnelle basée sur les idées de John Dewey : que l'expérience et l'éducation sont intimement liées.

## Histoire
Le Goddard College a commencé en 1863 à Barre, au Vermont, sous le nom de Green Mountain Central Institute. En 1870, il a été rebaptisé Goddard Seminary en l'honneur de Thomas A. Goddard (1811-1868) et de son épouse Mary (1816-1889). Goddard était un marchand éminent de Boston et l'un des premiers et des plus généreux bienfaiteurs de l'école. Fondé par les Universalistes, Goddard Seminary était un lycée préparatoire de quatre ans, principalement pour Tufts College. Pendant de nombreuses années, le séminaire a prospéré. Mais l'ouverture de nombreuses bonnes écoles secondaires publiques au XXe siècle a rendu obsolètes nombre des académies de la Nouvelle-Angleterre. Pour tenter de le sauver, les administrateurs ont ajouté un Junior College au séminaire en 1935, avec un diplômé du séminaire, Royce S. "Tim" Pitkin, comme président.

## Personnalités

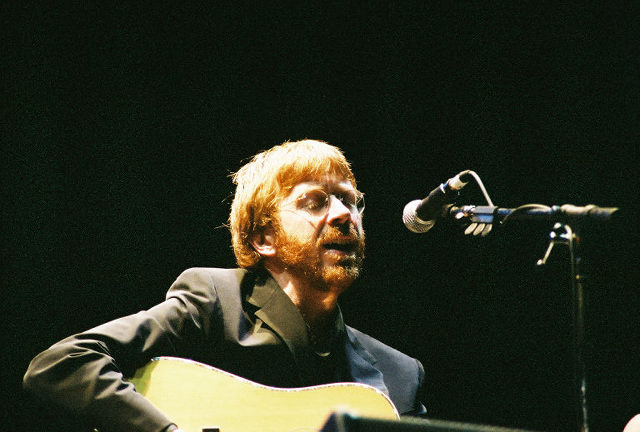
Trey Anastasio, musicien, compositeur.

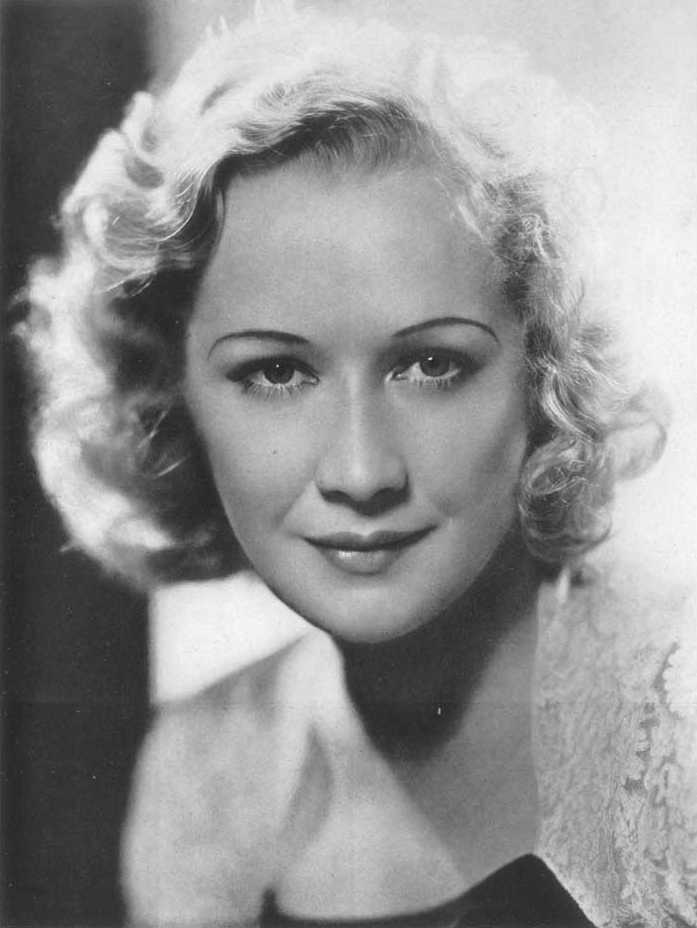
Miriam Hopkins, actrice.

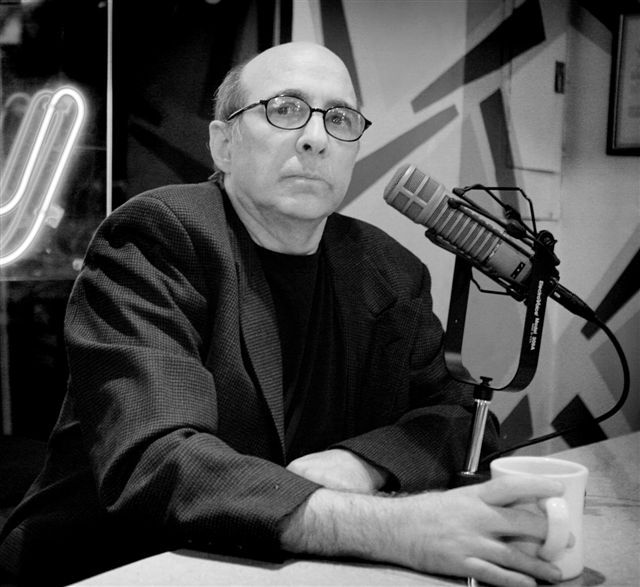
Jonathan Katz, comédien.

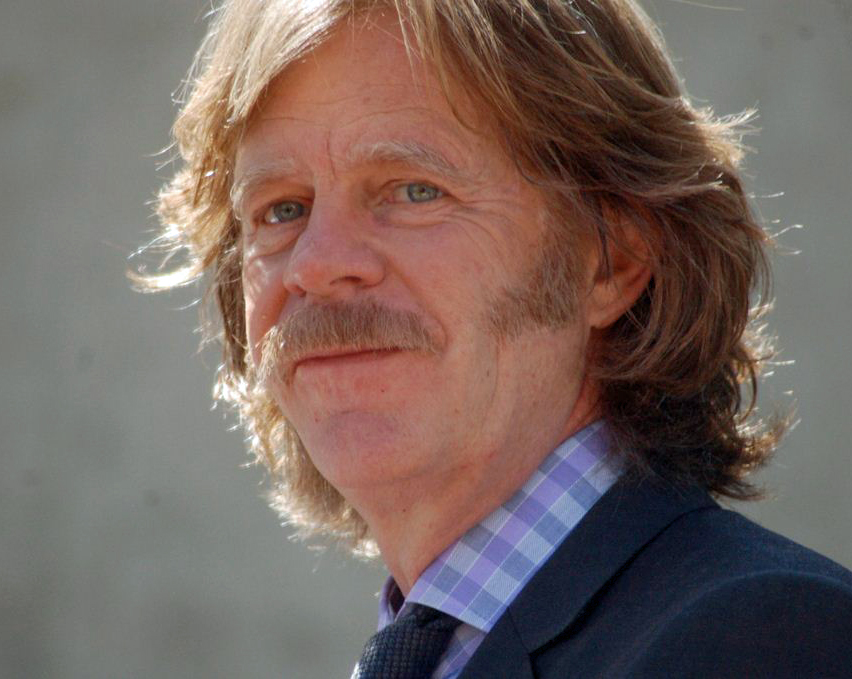
William H. Macy, acteur.

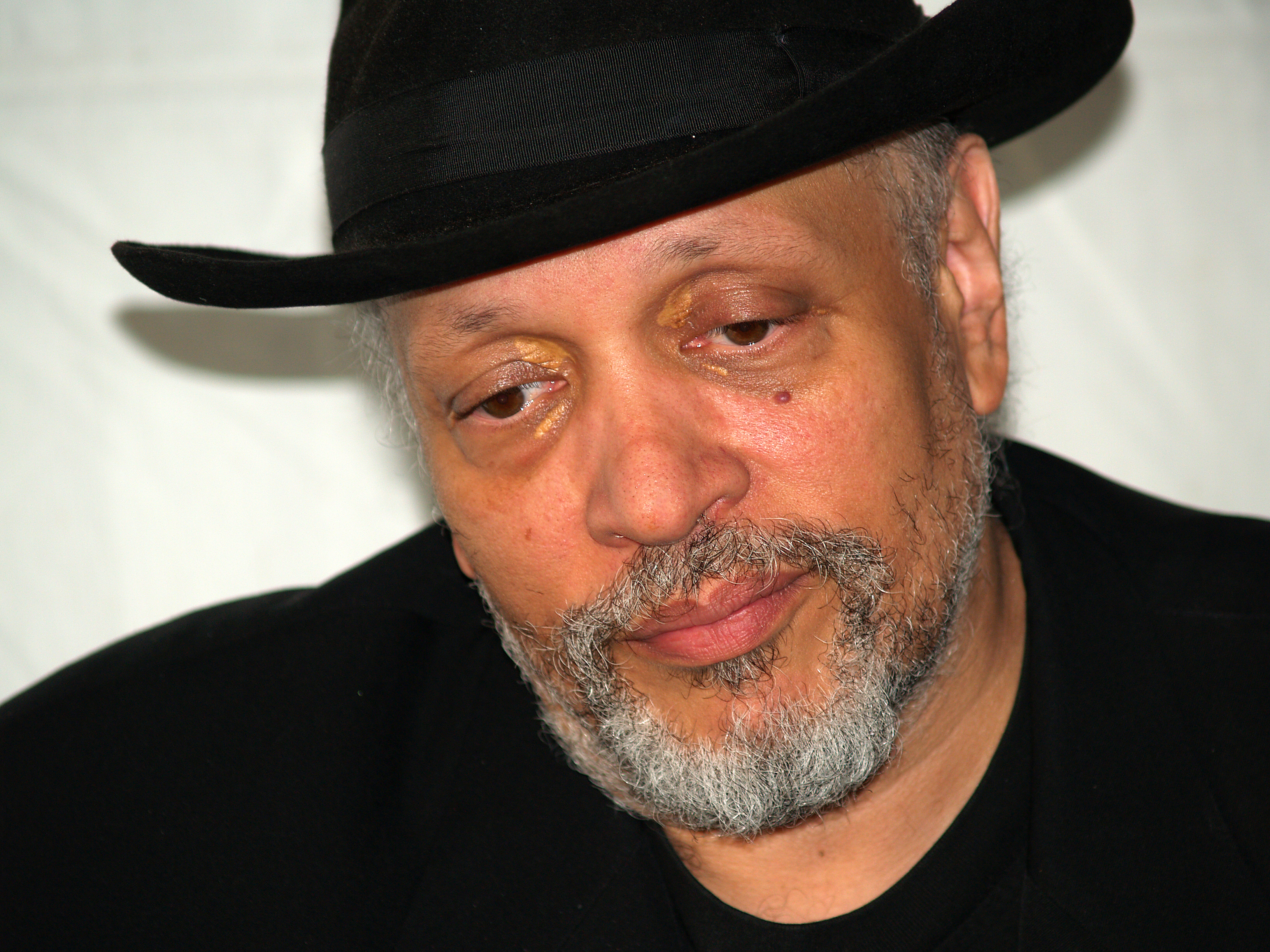
Walter Mosley, romancier.

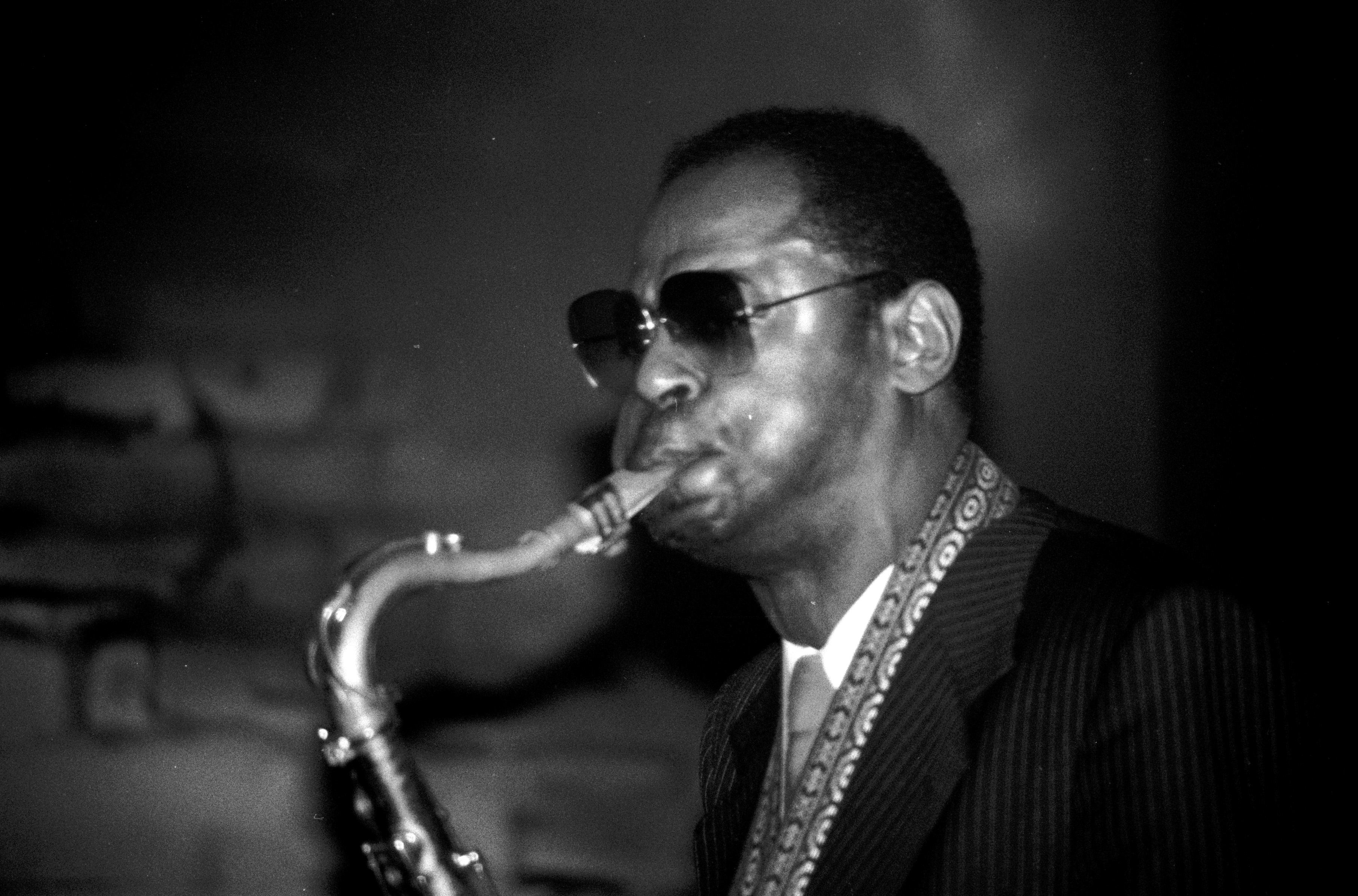
Archie Shepp, musicien.

### Anciens
- Archie Shepp – saxophoniste[5]
- Daniel Boyarin –  philosophe et historien[6]
- David Gallaher – romancier graphique[7]
- David Mamet – dramaturge et réalisateur, lauréat du prix Pulitzer de théâtre (Glengarry Glen Ross)[8]
- Howard Ashman – acteur, dramaturge (Little Shop of Horrors), parolier (The Little Mermaid, Beauty and the Beast)[9]
- Miriam Hopkins – actrice de cinéma et de télévision[10]
- Piers Anthony – écrivain de science-fiction et de fantasy anglais, naturalisé américain[8]
- Tommie Smith –  athlète, activiste, éducateur, médaillé d'or aux Jeux olympiques d'été de 1968 qui a établi sept records du monde individuels[11],[12]
- Trey Anastasio – guitariste, chanteur, auteur-compositeur, membre du groupe Phish[13]
- Walter Mosley – auteur[8]
- William H. Macy – acteur[14]

## Voir également
- Liste des collèges et universités aux États-Unis